# Богданові руїни в Суботові
Богданові руїни в Суботові — малюнок Тараса Шевченка з альбому 1845 року (зворот 12-го аркуша), виконаний у квітні—жовтні 1845 року. Зліва, трохи нижче центра, на малюнку чорнилом напис рукою автора: Богдановые руины || въ Суботови. Датується часом перебування Шевченка на Полтавщині та Київщині.
У літературі зустрічається під назвою «Дом Хмельницкого в Субботове».
С. Раєвський помилково датував малюнок 1846 роком.